# Bezirksgericht Amberg
Das Bezirksgericht Amberg war ein Bezirksgericht im Königreich Bayern und der Vorläufer des Landgerichts Amberg, der von 1857 bis 1879 existierte. Das Bezirksgericht hatte seinen Sitz in Amberg.

## Geschichte
Mit Gesetz vom 1. Juli 1856 wurde das Justizwesen im rechtsrheinischen Bayern analog dem der Pfalz neu geordnet. Die bisherigen Kreis- und Stadtgerichte wurden aufgehoben und 34 neue Bezirksgerichte traten an ihre Stelle. Sie waren für die Städte, in denen sie ihren Sitz hatten, sowie für die in ihrem Sprengel befindlichen Standesherren Gerichte erster Instanz. Für alle anderen Angelegenheiten waren sie Gerichte der zweiten Instanz in Kriminal- und Zivilrechtssachen. Mit dem Inkrafttreten des deutschen Gerichtsverfassungsgesetzes wurde 1879 das Bezirksgericht Amberg wie alle anderen bayerischen Bezirksgerichte aufgelöst. Sein Nachfolger in der Funktion als Gericht der zweiten Instanz war das Landgericht Amberg.